# Karwowski (herb szlachecki)
Karwowski – polski herb szlachecki o niewiadomych barwach.

## Opis herbu
W polu toczenica, na której zaćwieczony krzyż kawalerski, między trzema gwiazdami (2 i 1), pod tym dwa skrzydła orle.

## Najwcześniejsze wzmianki
Pieczęć J. Karwowskiego z 1581.

## Herbowni
Karwowski.